# Metacrangonyx spinicaudata
Metacrangonyx spinicaudata is een vlokreeftensoort uit de familie van de Metacrangonyctidae. De wetenschappelijke naam van de soort is voor het eerst geldig gepubliceerd in 1980 door Karaman & Pesce.